# Galina Mezenceva
Galina Sergeevna Mezenceva, in russo Галина Сергеевна Мезенцева (Stavropol'-na-Volge, 8 novembre 1952), è una ballerina russa di danza classica, prima ballerina presso il Kirov Ballet (Balletto Mariinskij) di San Pietroburgo.

## Biografia
Galina Mezenceva nasce nel 1952 a Staprovol Togliatti (Russia) (Russia) e fin da bambina si appassiona al balletto. Studia all'Accademia di Ballo Vaganova dove si laurea nel 1970 entrando a far parte del corpo di ballo Kirov del Teatro Mariinskij. Inizia così la sua carriera con spettacoli e tournée in Russia ed all'estero ed ottiene ben presto la nomina a solista prima ballerina che conserverà per oltre 20 anni.
È stata la prima ballerina che, con un corpo esile e braccia e gambe lunghissime, ha introdotto una nuova estetica nel balletto classico, eccellendo con intensità espressiva nei ruoli drammatici dei principali balletti classici.
Nei primi anni '80 ha avuto una interruzione forzata a causa della rottura di un tendine d'Achille, infortunio da cui successivamente si è ripresa continuando la sua carriera.
Nel 1990 lascia la Russia per trasferirsi in Inghilterra dove lavora presso il balletto scozzese di Glasgow. Successivamente fino alla fine degli anni 2000 effettua altre tournée in Giappone e soprattutto negli Stati Uniti d'America. Attualmente è attiva come insegnante di danza.

## Principali ruoli
- Il lago dei cigni (Odette-Odile)
- Lo Schiaccianoci (Clara)
- Giselle (Giselle, Myrtha)
- Le Corsaire (Medora)
- La Bayadère (Nikia)

## Premi e riconoscimenti
Galina Mezenceva ha ricevuto nel corso della sua carriera molti prestigiosi premi tra cui:
- Primo premio del Concorso Internazionale di Balletto di Mosca (1977)
- Artista Onorario della Russia (1978)
- Premio Nazionale di Stato Russia (1980)
- Medaglia d'Oro al Concorso Internazionale di Balletto (Giappone, 1980)